# 79144 Cervantes
79144 Cervantes este o planetă minoră (asteroid), cu un diametru de 4,396 km, din centura de asteroizi. A fost descoperită pe 2 februarie 1992 la Observatorul European Austral de Eric Walter Elst și a fost numită după Miguel de Cervantes. 
Obiectul prezintă o orbită caracterizată de o semiaxă mare de 2,639614513204 UAi, o excentricitate de 0,33, o înclinație de 29 ° în raport cu ecliptica.